# Provincia Kié-Ntem
La provincia Kié-Ntem è una delle otto province della Guinea Equatoriale, di 183.664 abitanti, che ha come capoluogo Ebebiyín.
Si trova nella parte continentale del paese, nella parte nord orientale del Río Muni. È limitato a nord dalla provincia camerunese del Sud, a est con la provincia gabonese del Woleu-Ntem, a sud dalla provincia Wele-Nzas, e a ovest con la provincia Centro Sud.

## Società

### Evoluzione demografica
La popolazione nel 2001, era di 167.279 abitanti, secondo la Direzione generale di statistica della Guinea Equatoriale.

## Geografia antropica

### Suddivisioni amministrative
La provincia è costituita dai seguenti comuni e distretti.

#### Comuni
- Ebebiyín
- Micomeseng
- Nsok
- Ncue
- Bidjabidjan
- Nsang

#### Distretti
- Ebebiyín (con 86 consigli di villaggio)
- Micomeseng (con 54 consigli di villaggio)
- Nsok (con 47 consigli di villaggio )